# 23562 Hyodokenichi
23562 Hyodokenichi è un asteroide della fascia principale. Scoperto nel 1994, presenta un'orbita caratterizzata da un semiasse maggiore pari a 2,5606434 au e da un'eccentricità di 0,3004284, inclinata di 12,11033° rispetto all'eclittica.